# الجو (صعدة)
الجو هي إحدى قرى الجمهورية اليمنية. وهي تتبع جغرافيًا لمحافظة صعدة. وإداريًا لمديرية مجز. يبلغ تعداد سكانها 1118 نسمة حسب الإحصاء الذي جرى عام 2004.